# Кожуховка (Киевская область)

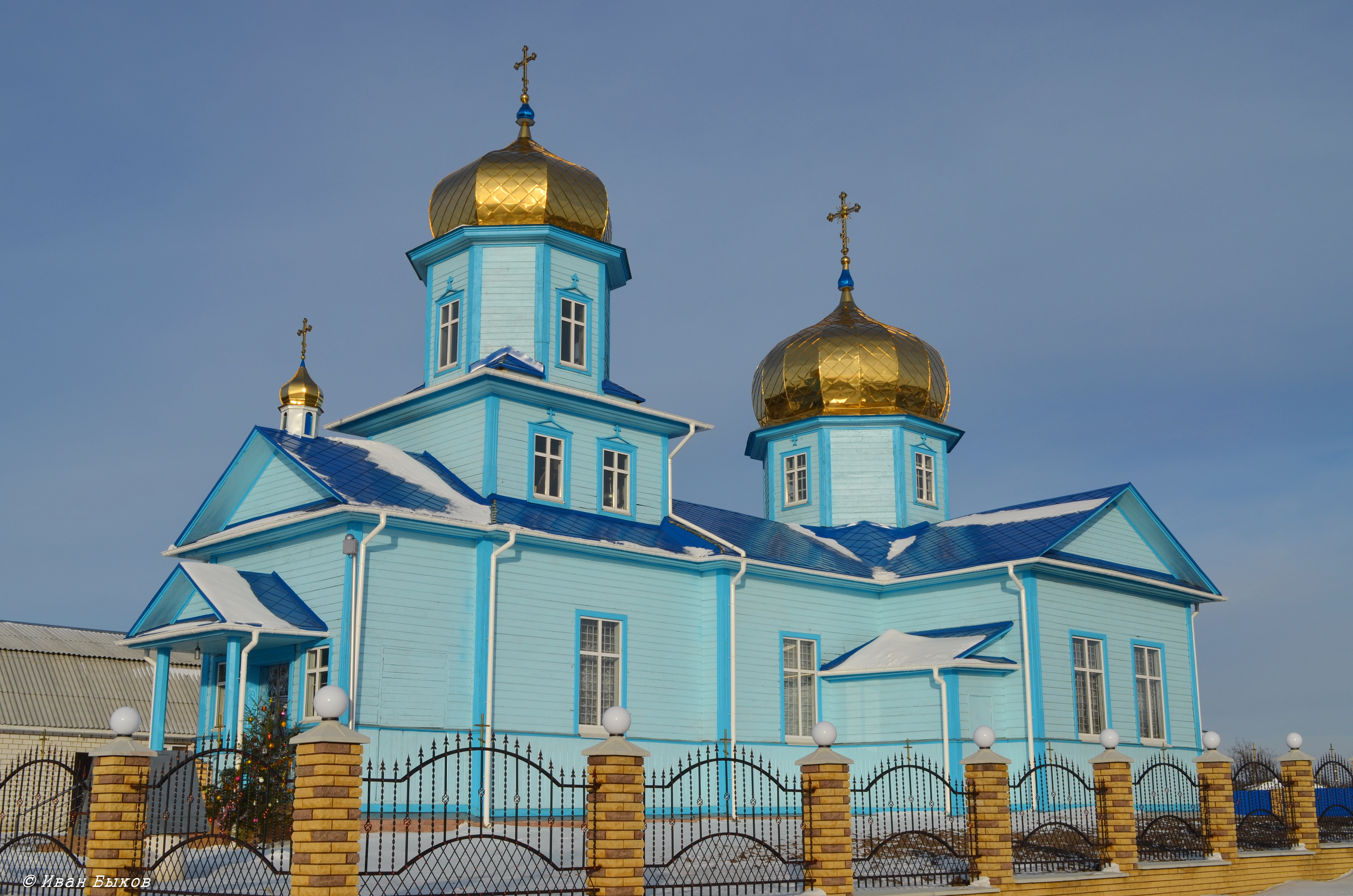
Михайловская церковь

Кожуховка (укр. Кожухівка) — село, входит в Васильковский район Киевской области Украины.
Население по переписи 2001 года составляло 1522 человека. Почтовый индекс — 08618. Телефонный код — 4571. Занимает площадь 30,27 км².

## Местный совет
08621, Київська обл., Васильківський р-н, с. Данилівка, вул. Калініна,120  (укр.)